# Akaki Asatiani

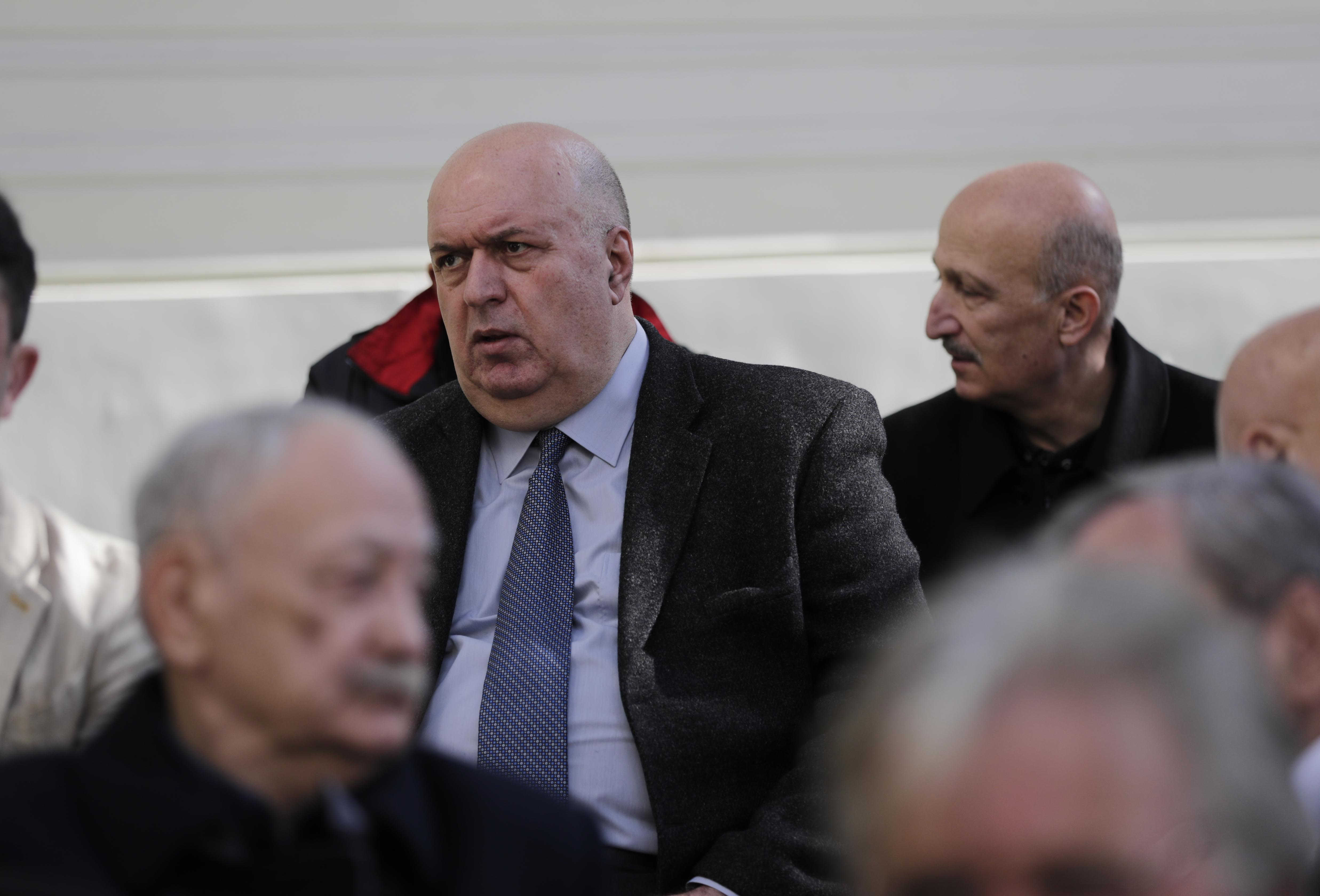
Akaki Asatiani

Akaki Asatiani (georgisch: აკაკი ასათიანი; * 22. Oktober 1953 in Tiflis) ist ein georgischer Politiker und ehemaliger Vorsitzender des Obersten Rats von Georgien.

## Leben
Bevor er in die Politik eintrat, arbeitete er als Dozent, Übersetzer und Redakteur in der georgischen Informationsagentur Gruzinform. Im Jahr 1989 war er einer der Gründer der Monarchistischen Partei Georgiens und gründete nach ihrer Spaltung die Union der georgischen Traditionalisten, die später dem pro-unabhängigen Block „Runder Tisch - Freies Georgien“ beitrat. Als einer der Führer des Blocks wurde Asatiani nach seinem Wahlsieg zum ersten Vizevorsitzenden und am 18. April 1991 zum Vorsitzenden des Obersten Rats von Georgien ernannt. Formal hatte er das Amt inne, bis der Oberste Rat vom Militärrat aufgelöst wurde. Er zog sich jedoch im Oktober 1991 aufgrund gesundheitlicher Probleme aus der eigentlichen Regierungsführung zurück und wurde durch Nemo Burchuladze als amtierender Vorsitzender ersetzt. Nach dem Staatsstreich trat der Oberste Rat erstmals in Grosny in Tschetschenien (im März und Oktober 1992) zusammen, wo Merab Kiknadze zum neuen Vorsitzenden gewählt wurde.